# Storia della medicina giapponese

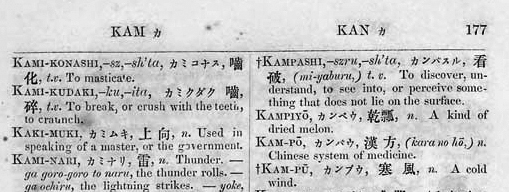
Uno dei più antichi testi che riporta la parola Kampō.

La medicina giapponese ha una tradizione ultramillenaria ed affonda le proprie radici nell'VIII secolo dopo Cristo. L'arte medica del Sol Levante si è nutrita nel corso dei secoli di tre principali correnti: la corrente cinese, con ascendenze indiane e buddiste, la corrente occidentale e quella della medicina tradizionale/popolare. Lo studio e l'adattamento della medicina cinese da parte dei giapponesi è detta Kampō o Kanpō (漢方?).

## Dalle origini ai tempi moderni

### Medicina popolare giapponese
I primi documenti che analizzano la nascita della medicina in Giappone sono il Kojiki (cronache degli eventi antichi, 792), il Nihongi (cronaca del Giappone, 720) e i Fudoki (archivi e giornali delle province). Questi documenti contengono informazioni circa le due divinità della medicina giapponese (Ōkuninushi e Sukuna-Hikona-no-Kami) e circa le malattie, che si credevano imputate a spiriti maligni. Inoltre, sono riportati anche medicamenti particolari come sakè (vino di riso), amaki (liquirizia), ninjin (carota), hohokashiwa (magnolia), ohoshi (rabarbaro) e inumane (crotontiglio). Era conosciuta la pratica del salasso e la balneoterapia nelle acque termali.

### Introduzione della medicina cinese
Intorno al 200 a.C. si registrarono i primi scambi con il popolo cinese, con l'introduzione in Giappone delle dottrine etico-religiose di Confucio. Durante il regno dell'imperatore Ōjin (270-310 d.C.) i cinesi introdussero l'arte della tessitura, la coltivazione del baco da seta e i primi manoscritti di carattere medico. Nella diffusione della civiltà cinese in Giappone ebbe un importante ruolo la Corea, soprattutto per quanto concerne l'ambito medico. I primi medici stranieri furono infatti coreani, tra cui il primo in assoluto fu Kim Mu, chiamato in Giappone per curare l'imperatore Ingyō (414). Essi non solo introdussero i libri di medicina cinese ma li arricchirono anche con esperienze personali e informazioni indiane, conosciute attraverso il confronto con monaci buddisti missionari. Il Buddismo influì molto sull'arte medica e soprattutto sulla cura e l'accudimento dei malati. Nel VI-VII secolo i medici giapponesi, per completare la propria formazione, iniziarono a recarsi in Cina. Nel 702 l'imperatore Monmu redasse un codice, basato sul modello cinese e contenente la regolamentazione dell'arte medica, l'iter di studi da intraprendere e la suddivisione delle specializzazioni. Furono organizzate accademie mediche, per studenti provenienti da famiglie di elevato rango, e collegi medici provinciali, frequentati da appartenenti a classi sociali meno agiate. L'accademia medica era divisa in cinque sezioni: farmacia, massaggio (che includeva trattamento fratture e medicazioni), esorcismo, agopuntura e arte medica (divisa nelle specializzazioni di medicina interna, chirurgia e oncologia, pediatria, oftalmologia-otologia-odontologia). La durata degli studi variava a seconda della sezione scelta e dell'eventuale specializzazione.

### I periodi Nara, Heian e Kamakura
()

.

Durante il periodo Nara (710-784) venne fondato un ospedale dall'imperatrice Kōmyō. Nel 763 Kam-Jin, medico buddista, giunse in Giappone e curò diversi pazienti con successo, compreso l'imperatore. Fu eretta una statua in suo onore, oggi ancora conservata nel tempio Tōshō a Nara. La leggenda vuole che in età avanzata Kam-Jin divenne cieco e rientrò in patria per farsi operare, tornò dalla Cina guarito. 
Nel periodo Heian (794-1191), nome antico di Kyoto, si affievolì l'influenza cinese sul Giappone. I nipponici riscoprirono la propria identità nazionale con il conseguente sviluppo di tutti i settori, anche quello universitario (si pensi che uno studente su cinque studiava medicina). Nell'804 il fondatore dell'esoterismo Shingon in Giappone, Kūkai, diffuse la parola di Buddha-guaritore, che cura il corpo e l'anima. Negli anni successivi si registrarono un'epidemia di dissenteria (861), una di pertosse (863), una di parotite (959) e una di febbri eruttive (998). Vennero pubblicati anche diversi volumi medici come il Yakkey toiso (un trattato di farmacologia) e il Daidō-ruiji-hō (un ricettario terapeutico). Crebbero le conoscenze relative all'anatomia e alla fisiologia del corpo umano, anche se in parte rimasero collegate alla simbologia della religione. Infatti, si credeva che l'uomo avesse cinque visceri detti zō (magazzini di riserva): cuore, fegato, milza, polmoni e reni. Ciascuno corrispondeva ad un elemento, ad una stagione, ad un colore e a un sapore. Stomaco, grosso intestino e cistifellea erano detti fou (visceri accessori) e poi vi erano i san-tsiao (tre riscaldatori). Infine, si credeva che gli organi fossero in comunicazione con vasi di due tipi: sanguigni e d'aria e che lo yin e yang giocasse un ruolo fondamentale nella fisiologia del corpo. Si conoscevano diverse malattie e si distinguevano i sintomi; molti medici avevano già descritto il diabete mellito, alcune malattie renali, la lebbra, avevano classificato tre tipologie di paludismo e diverse febbri infettive. I chirurghi medicavano ferite ed ulcerazioni, incidevano ascessi, cauterizzavano con ferri roventi i tumori, saturavano piaghe, applicavano sanguisughe ed esportavano la cataratta con un ago. La medicina popolare tramandava formule magiche per favorire il parto. I medici, infine, raccomandavano diete ed igiene profondo per coloro che erano a contatto con gli ammalati.
Con il 1192 iniziò il periodo Kamakura, dal nome della città, nei pressi di Tokyo, in cui venne spostata la capitale. In questo periodo si diffuse la figura del bonzo. I bonzi Ippen-Shōnin e Ninshō fondarono molti ospedali e centri per lebbrosi e malati incurabili. Negli stessi anni nacquero altri trattati di medicina come il Mannan-hō di Kajiwara Shōzen; il Jinson-hō, trattato di ostetricia di Aki Morisada e il Kissa-yōjō-ki, manuale per la conservazione della salute attraverso il tè.

## Tempi moderni e il contemporaneo sviluppo delle tre correnti
Alla fine del XIV secolo, in Giappone prende il potere la famiglia Ashikaga, che regnerà per circa duecento anni. La regione nipponica vive un periodo di serenità, in cui fioriscono le arti e le scienze. È in tale scenario che nasce il famoso oftalmologo Majima Seigan (morto nel 1379), monaco e fondatore dell'omonima scuola. Egli introduce l'uso dei colliri, contribuendo anche a una maggiore diffusione delle tecniche dell'agopuntura e della moxibustione cinese. Seguono nel XV secolo la fondazione delle scuole Li e Tchou, da parte di Toshiro Sanki, le quali diffondono in Giappone gli ultimi sviluppi e le neo scoperte della medicina cinese.

### Introduzione della medicina portoghese
Il XVI secolo fu per il Giappone un secolo di grandi cambiamenti. Usi e costumi della popolazione si modificarono per la scoperta della Cambogia, le frequenti guerre civili e quelle guerre ideologiche sul Confucianesimo. Lo sbarco dei primi europei, i Portoghesi, consentì il confronto con la cultura europea e l'introduzione dei precetti dell'arte medica, accolta con un po' di resistenza dai nipponici, ancora legati al proprio retaggio culturale. I lusitani, come già era accaduto a seguito della scoperta dell'America, portarono anche malattie tipiche europee, tra cui la sifilide, come testimoniato dal botanico svedese Carl Peter Thunberg, arrivato in Giappone attorno al 1776 (anche se alcuni studiosi ritengono che la malattia fosse già presente da tempo nell'Estremo Oriente). Il primo medico giunto nel Paese fu il frate portoghese Luis de Almeida. Egli introdusse la chirurgia europea (le conoscenze, relative a questa branca della medicina, fino ad allora, erano praticamente nulle). Nel 1555 partecipò alla costruzione di un nido per l'infanzia e l'anno successivo nell'attuale Ōita, l'allora Funai, fondò due ospedali uno per i lebbrosi e un altro per i bambini poveri. Nel 1559 fondò un sanitario per i nobili. La medicina del frate portoghese era quella di Andrea Vesalio, Gabriele Falloppio, Miguel Servet, Ambroise Paré ed Andrea Cesalpino. Presso l'ospedale di Funai iniziò ad essere anche praticato l'insegnamento medico e chirurgico (venivano insegnate la saturazione dei vasi, la cura dell'ernia, la litotomia e molte altre tecniche conosciute all'epoca in Europa). In questa prima rudimentale facoltà di medicina fu professore di chirurgia pratica lo stesso Almeida. Il re di Bungo fu talmente colpito dalle opere di carità di Almeida che assegnò dei fondi agli ospedali e creò leggi ad hoc per punire i genitori che lasciavano morire i propri figli di fame. La medicina europea divenne così molto importante, tanto che nacque negli anni successivi una vera e propria scuola chirurgica detta “Chirurgia dei bastardi del sud”, appellativo con cui erano comunemente indicati i portoghesi. Fu conosciuta in Giappone anche la teoria umorale di Galeno, che fu accettata ben volentieri in quanto presentava punti in comune con la medicina cinese.

### Introduzione della medicina olandese
Agli inizi del Seicento fu messa al bando la religione cristiana e furono cacciati i portoghesi dal Paese. Nello stesso periodo la compagnia olandese delle Indie Orientali fu spostata di fronte Nagasaki, così si intensificarono i contatti tra i cittadini dei Paesi Bassi e quelli del Sol Levante. I primi scambi furono di natura teatrale e ludica; per comunicare in maniera veloce entrambe le fazioni si occuparono della formazione di interpreti. Quelli olandesi seguivano anche un corso di medicina, alla fine del quale veniva rilasciato un diploma (alcuni dei quali sono ancora oggi conservati). Proprio grazie all'azione degli interpreti si diffusero in Giappone le tecniche e le conoscenze della medicina olandese. In questo periodo si registrarono i primi viaggi di studenti nipponici per completare la propria formazione medica in Europa.

### Albori dell'anatomia giapponese e l'influenza tedesca

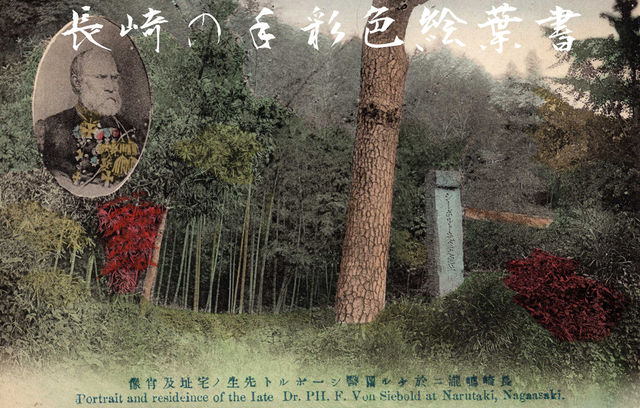
Ritratto e residenza di P. F. von Siebold presso Narutaki, Nagasaki.

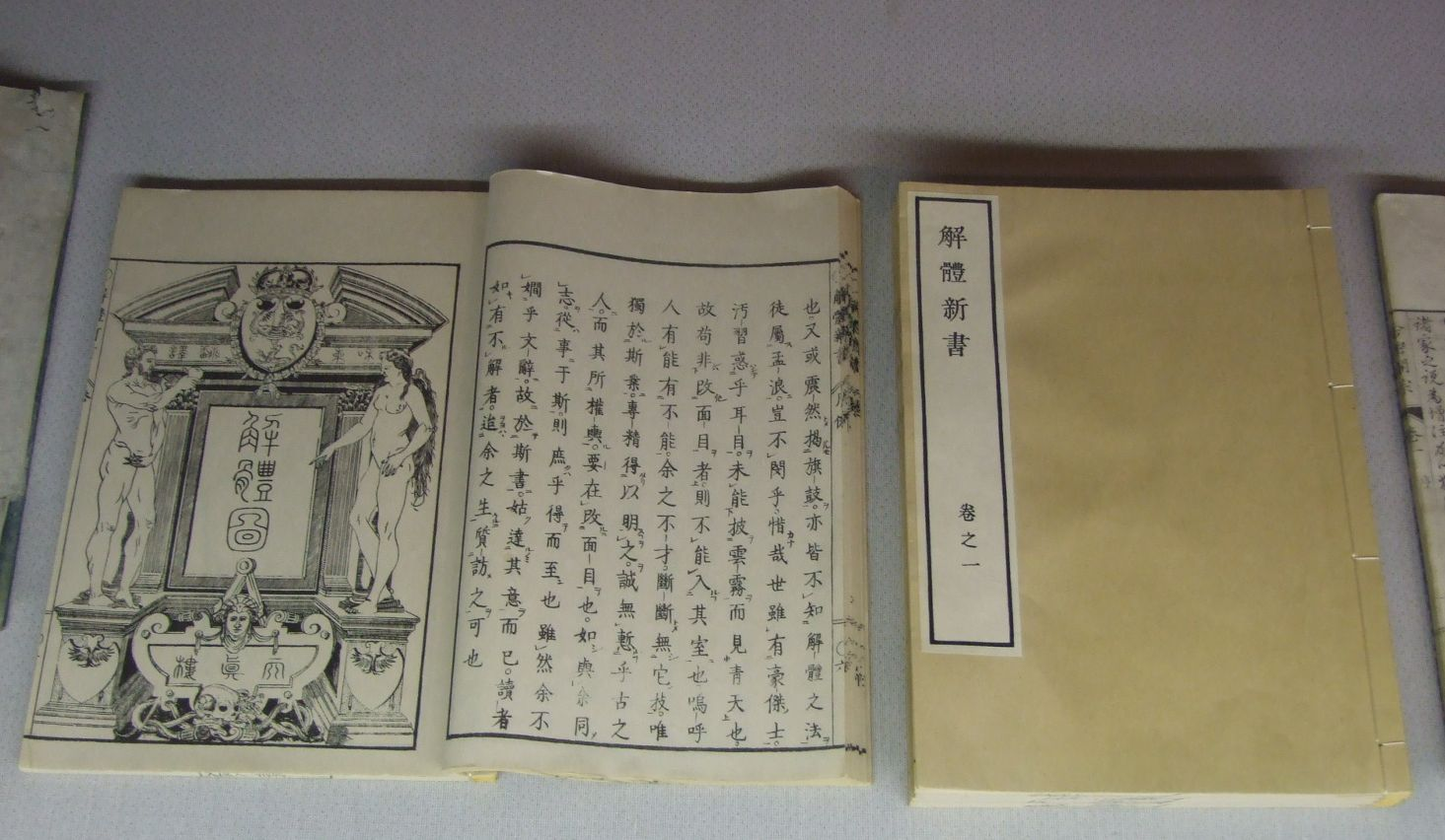
Una copia del Kaitai Shinsho.

I primi volumi anatomici che si diffusero in Giappone erano trattati di ispirazione europea con tavole anatomiche, con disegni sovrapposti per raffigurare meglio i piani anatomici e con xilografie in nero e colorate. Questi trattati furono influenzati anche dalle dottrine di molti medici tedeschi che nel corso del Settecento fecero viaggi nel Paese. Tra questi vi è Philipp Franz von Siebold, “lo scrutatore del Giappone”, professore di medicina nell'università di Berlino. Siebold introdusse la botanica e le nuove scoperte di oftalmologia e chirurgia. Egli studiò a lungo la flora e la fauna nipponica (in particolar modo il tè) e sposò una donna del luogo, di nome Sonogi. Introdusse, inoltre, la pratica della vaccinazione, il forcipe e nuovi medicamenti. Infine fondò una scuola di medicina a Nagasaki, che raggruppava numerosi clinici e chirurghi sia europei che giapponesi. In questi anni alcuni giovani medici redassero il primo trattato completo di anatomia di nome Kaitai Shinsho (1774). L'innovazione di quest'opera sta nel fatto che si nutre sia delle conoscenze occidentali sia di quelle cinesi, per raggiungere un livello scientifico più conforme alla realtà. Altri medici prussiani giunti in Giappone furono Gottlieb Mohnike, che introdusse lo stetoscopio, e J. L. C. Pompe van Meerdervoort, che contribuì allo sviluppo della scuola imperiale di medicina di Nagasaki e fece costruire, nella stessa città, il primo ospedale di stampo europeo (1861). Nel frattempo erano stati introdotti il primo trattato di psichiatria (1818) e il primo termometro clinico (1826).

### Sviluppo medicina popolare
(Joseph-Marie Amiot)
Anche nel corso del 1800 la medicina popolare continuò a mantenere grande interesse, grazie alla divulgazione di stampe e volantini, che riproducevano presidi terapeutici e consigli. Il morbillo fu fonte di ispirazione di numerose stampe che recavano vignette sulla sua profilassi e il suo trattamento. La terapia contro il morbillo richiamava ancora riti e formule magiche per la cura di tale malattia. Molto suggestive sono anche le stampe che riguardavano la medicina d'urgenza, contenenti tecniche di rianimazione e respirazione, sulle quali è ritornato l'interesse della medicina moderna.
Inoltre la medicina popolare si occupava dell'igiene; raccomandando il furo (風呂? “bagno”) quotidiano, a temperature comprese tra i 40º-43º centigradi, e i bagni di vapore presso le terme. Nel corso del Settecento e dell'Ottocento nacquero anche diverse sette religiose, che si basavano sulle tre religioni tradizionali: shintoismo, buddismo e confucianesimo, e che rifiutavano il medico laico e i suoi mezzi materiali contro alcune patologie. La malattia era considerata, infatti, causa della disarmonia tra il microcosmo e il macrocosmo, conseguenza del Karma e «come la proiezione di attitudini mentali viziose nel mondo materiale». Le sette raccomandavano la preghiera, le danze sacre, le pratiche ascetiche, il contatto e il massaggio della pelle a livello dell'organo malato. Tra le sette più importanti vi erano la Tenri-kyô fondata nel 1798 da Nakayama Miki e specializzata nella cura della follia e del vaiolo, e la Kurozomi-kyô fondata nel 1780 da Kurozumi Munetada, di ispirazione shintoista e specializzata in bevande miracolose. Infine la medicina popolare propugnava la cura del corpo e dello spirito attraverso la pratica delle arti marziali con armi (per esempio scherma con sciabola) e senza (ad esempio karate e jūjutsu).

### La corrente cinese
Nello stesso momento in cui la medicina giapponese mostrava vivo interesse per la medicina occidentale, conservava, per la medicina cinese, ammirazione e predilezione. I giapponesi raggiunsero così in quegli anni un sincretismo che da una parte vedeva l'anatomia e la chirurgia occidentale e dall'altra la clinica, la semiologia e la medicina legale di matrice cinese. La scuola di Li-Tchou nata nel XIII secolo, nella seconda metà del Settecento fu affiancata da un'altra scuola di medicina, fondata da Liou e Tchang. Questa seguiva le teorie cinesi dei soffi sull'organismo, secondo le quali ogni viscera corrispondeva a un elemento dello yin o yang e si basavano sul concetto che la malattia era un corpo estraneo da estirpare. Importante esponente di questa scuola fu Kagawa Shūwan (1683-1755), che compose un'opera di patologia e una di farmacologia. La medicina cino-giapponese nel corso dell'Ottocento continuò ad occuparsi anche di massaggi, moxibustione ed agopuntura. Tali discipline si svilupparono moltissimo in questi anni prendendo le distanze dalle tecniche cinesi, poiché i Giapponesi cercarono di integrarle con la medicina occidentale. Nel 1800 fu pubblicato un famoso trattato sui massaggi di nome Fujibayashi Ryōhaku.

## Dalla fine dei tempi moderni ad oggi

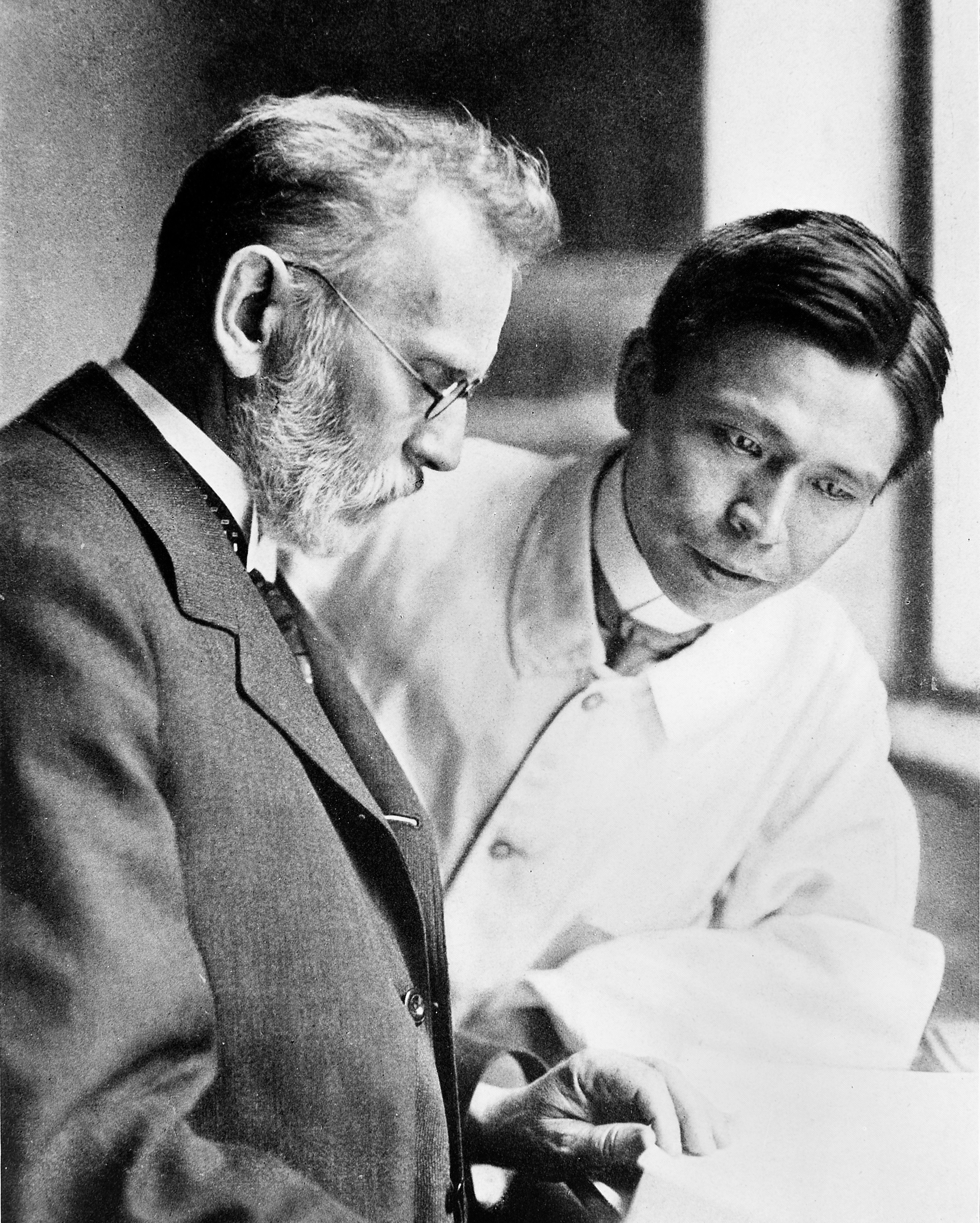
Hata in compagnia di Paul Ehrlich.

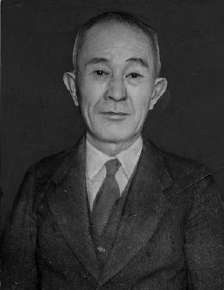
Kyusaku Ogino.

Nel 1867 inizia il periodo Meiji, detto del «governo illuminato», con l'avvento dell'imperatore Mutsuhito. Egli trasferisce la capitale a Tokyo e si appoggia all'esperienza politica dei centri di potere dei Samurai per governare il Paese. I samurai da un lato puntano all'occidentalizzazione del Giappone e dall'altro alla riscoperta dei valori cardine del confucianesimo (primato del gruppo sull'individuo, disciplina sociale, fedeltà all'imperatore, rispetto della gerarchia e primato dell'uomo sulla donna). Da una parte si diffondono il caffè, i saponi e gli sport occidentali, dall'altra i samurai si recano in Europa per studiarne usi ed abitudini. In breve tempo i nipponici assumono il ruolo di diffusori delle conoscenze e della cultura occidentale in tutto l'Estremo Oriente. Molto importante è stato il lavoro di due medici giapponesi, ricercatori in Europa, il primo è il batteriologo Shibasaburo Kitasato. Egli trasferitosi in Germania dopo aver conseguito la laurea in patria, ottiene un lavoro nell'Istituto Koch, dove collabora con il professore Emil Adolf von Behring. I due riescono a dimostrare che l'organismo, alla presenza di una tossina generata da un microrganismo esogeno, produce un'antitossina che è in grado di neutralizzare l'infezione. L'organismo diventa così immune a quella determinata malattia. Isolano il bacillo del tetano e scoprono l'antitossina della difterite e dell'antrace. Qualche anno dopo, precisamente nel 1909, arriva nel laboratorio di Francoforte del Premio Nobel Paul Ehrlich, un giovane chimico giapponese, che si è specializzato da poco a Berlino in immunologia, di nome Sahachiro Hata. Esperto nella trasmissione della sifilide, dà nuovo impulso agli ormai innumerevoli tentativi di Paul Ehrlich di sintetizzare un composto a base di arsenico per combattere la lue. L'8 giugno del 1909 Hata ottiene risultati significativi sugli animali da laboratorio con il composto numero 606. Sul mercato il composto prende il nome di Salvarsan. Il farmaco dà ai due scienziati una popolarità enorme, condita inevitabilmente da critiche dovute agli effetti collaterali ancora rilevanti del farmaco. Per questo Elrich e Hata si rimettono al lavoro e nel 1911 sintetizzano il composto 914. Commercialmente conosciuto come Neosalvarsan, si dimostra egualmente efficace, ma con minori effetti collaterali.
Nel 1912 inizia il periodo Taishō che coincide con la partecipazione del Giappone alla prima guerra mondiale, questo evento permette al Giappone di diventare la più grande potenza economica e militare in Asia. Tra il 1915 e il 1920 vengono fondate nuove facoltà di Medicina e nel 1923 viene istituita la Nihon Ishi Kai (Associazione dei medici giapponesi), che è un organismo per la difesa dei diritti dei medici.
Nel 1926 inizia il periodo Shōwa che si conclude nel dopoguerra. Qualche anno più tardi Kyūsaku Ogino, un ginecologo, pubblica i suoi studi sui periodi fertili della donna e sulla legge fisiologica che porta il suo nome (Metodo Ogino-Knaus). Durante la seconda guerra mondiale le università mediche sono trasformate in scuole di carattere professionale per formare ufficiali sanitari utili alla guerra. Finita la guerra nel 1946 viene creata una commissione di studio per la medicina e il programma degli studi, che si basava sul modello tedesco, viene modificato con l'introduzione del modello americano.